# 夏向庆
夏向庆（1955年—），山东荣成人，汉族，中华人民共和国政治人物、第十二届全国人民代表大会黑龙江地区代表。2011年7月授予武警少將警銜
毕业于国防大学军事战略学专业，加入中国共产党。2013年，被选为全国人大代表。